# Hermann Rohde
Hermann Rohde (* 1874 in Rostock; † 27. Juni 1914 in Deutsch-Wilmersdorf) war ein deutscher Architekt.

## Leben
Rohde war als selbstständiger Architekt in Berlin tätig und nannte 1908 sein Büro in der Augustastraße 19 in Deutsch-Wilmersdorf Atelier für Architektur und Bauausführungen. Im Rahmen des zu Beginn des 20. Jahrhunderts in Berlin und Umgegend einsetzenden Baubooms gelang es Rohde, etliche Wettbewerbe zu gewinnen und Projekte auszuführen. Ab 1911 arbeitete er in einer Bürogemeinschaft oder Sozietät mit dem Architekten Arnold Beschoren.

## Bauten und Entwürfe (unvollständig)
- Wettbewerb 1906, Ausführung vor 1910: Verwaltungsgebäude der Landesversicherungsanstalt der Provinz Posen in Posen, Hohenzollernstraße / Habsburger Straße[2]
- 1907: Wettbewerbsentwurf für Arbeiterwohnhäuser in der Provinz Posen (prämiert mit einem Ankauf)[3]
- 1908–1910: Verwaltungsgebäude der Landesversicherungsanstalt der Provinz Brandenburg in Berlin-Tiergarten, Keithstraße 28–32 / Kurfürstenstraße[4][5] (Überarbeitung und Ausführung einer Vorplanung der Architekten Hermann Solf (†) und Franz Wichards durch Rohde und Beschoren; Einweihung am 25. April 1910;[6] unter Denkmalschutz[7])
- 1911: Entwurf für das Casino Falkenhagen-West[8]
- um 1912: Herrenhaus Libnitz auf Rügen[9]
- 1913: Genesungsheim „Wilhelmshöhe“ der Landesversicherungsanstalt der Provinz Brandenburg in Lindow[10] (unter Denkmalschutz[11])
- Schloss für Fr. W. von Krause in Buchwald (Pommern)

Wohl nur irrtümlich werden Rohde gelegentlich auch zwei Berliner Brückenbauten zugeschrieben:
- 1894–1896: Schlesische Brücke in Berlin-Kreuzberg (wahrscheinlich irrtümliche Nennung von Hermann Rohde statt Stadtbauinspektor Otto Rohde)[12] (unter Denkmalschutz[13])
- 1895–1896: Wiener Brücke in Berlin-Kreuzberg (wahrscheinlich irrtümliche Nennung von Hermann Rohde statt Stadtbauinspektor Otto Rohde)[14]